# Đảo lửa
Đảo lửa (chữ Hán: 火燒島, tựa tiếng Anh: Island of Fire) là một bộ phim hành động Hồng Kông sản xuất năm 1990, đạo diễn là Chu Diên Bình. Dàn diễn viên gồm Lương Gia Huy, Thành Long, Lưu Đức Hoa, Hồng Kim Bảo. Một số cảnh trong phim được quay tại Đài Loan và Philippines. Mặc dù trên poster phim thì Thành Long đứng vai chính nhưng vai chính thực sự là Lương Gia Huy.

## Nội dung
Huỳnh Vỹ, một sĩ quan cảnh sát, chứng kiến một sát thủ giết hại bố vợ mình, vốn là một ủy viên cảnh sát. Khi tên sát thủ cố gắng chạy thoát, hắn bị giết bởi một quả bom được cài trong xe. Vỹ và cộng sự của anh sau đó đã xác định được danh tính tên sát thủ nhưng phát hiện ra rằng hắn là một kẻ phạm trọng tội, người rõ ràng đã bị tử hình trong tù vài tháng trước. Vỹ quyết định điều tra chuyện này, anh vào nhà tù bằng cách tấn công một nhóm thành viên băng đảng tại một quán bar. Trong tù, anh bị nghi ngờ là cảnh sát và bị đánh tơi tả trong một trận giao đấu do nhà tù sắp đặt.
Các bạn tù của Vỹ gồm có Đại Chùy, người đã vô tình giết một chàng trai chơi bài trong khi cố gắng kiếm tiền đưa cho bệnh viện làm phẫu thuật cứu mạng bạn gái anh; Bi Sắt, người tự mình vào tù để tìm cách trả thù cho người em trai bị Đại Chùy giết; và Lưu Thế Kiệt, một tù nhân tốt bụng nhưng đáng thương, thường xuyên trốn về thăm cậu con trai nhỏ. Căng thẳng diễn ra khi Chùy và Bi Sắt ở cùng một khối, nhưng mọi âm mưu làm hại Chùy đều bị ngăn cấm bởi Quế, một đại ca quyền lực. Điều này kết thúc khi Quế bị nhà tù gài bẫy và giết chết. Trong lúc lao động ngoài trời, Kiệt cố gắng vượt ngục lần nữa nhưng đã lái xe tông chết một lính canh, sau đó anh bị tử hình. Cái chết của Quế và sự thối nát của bọn lính canh khiến Vỹ và Chùy gặp nguy hiểm. Một cái bẫy vô tình giết chết Heo - bạn cùng phòng của Vỹ, gây ra một cuộc bạo động quy mô lớn, một gã quản giáo bị Chùy hành hung và bị Vỹ giết chết. Chùy, Bi Sắt và Vỹ đều bị tử hình.
Vỹ tỉnh lại ở một địa điểm bí mật, nơi Trưởng ngục chào đón anh. Trưởng ngục nói rằng hắn làm giả việc tử hình các tù nhân để có thể chiêu mộ họ vào một đội sát thủ. Vỹ cùng với Kiệt, Chùy và Bi Sắt được cử đến một sân bay ở Pasay, Philippines, nơi một trùm ma túy đang bị dẫn độ về Hồng Kông. Họ ám sát tên trùm ma túy, nhưng bị phản bội bởi Trưởng ngục, giống tên sát thủ đã giết bố vợ của Vỹ, và thoát khỏi một chiếc xe có cài bom. Họ bắt một viên cảnh sát làm con tin và bị quân đội bao vây. Cộng sự của Vỹ, người có mặt trong lực lượng cảnh sát hộ tống tên trùm ma túy, giúp Vỹ cướp một chiếc máy bay. Kiệt, Chùy và Bi Sắt cố gắng chạy đến máy bay nhưng đều bị bắn chết, chỉ có Vỹ tẩu thoát thành công.
Khi Trưởng ngục trở về nhà, hắn thấy Vỹ đang đợi hắn và yêu cầu câu trả lời. Trưởng ngục giải thích rằng những người bị giết bởi đội sát thủ thực sự có liên quan đến hắn; tên trùm ma túy đã hợp tác với hắn và bố vợ của Vỹ đã điều tra các hoạt động của hắn. Vỹ tức giận định giết Trưởng ngục, nhưng người cộng sự khuyên can anh, vì tất cả lời nói của Trưởng ngục đều đã được ghi âm lại. Trưởng ngục bị bắt giữ và Vỹ trở lại cuộc sống của mình như một cảnh sát.

## Diễn viên
- Lương Gia Huy vai Huỳnh Vỹ
- Thành Long vai Đại Chùy
- Lưu Đức Hoa vai Bi Sắt
- Hồng Kim Bảo vai Lưu Thế Kiệt
- Hoàng Bỉnh Diệu vai Thanh tra Hoàng
- Vương Vũ vai Quế
- Kha Tuấn Hùng vai Trưởng ngục
- Diệp Toàn Chân vai Tống Nhã Phương
- Diệp Vinh Tổ vai Tù nhân
- Lư Huệ Quang vai Tên vệ sĩ